# Neoconis inexpectata
Neoconis inexpectata is een insect uit de familie van de dwerggaasvliegen (Coniopterygidae), die tot de orde netvleugeligen (Neuroptera) behoort. 
De wetenschappelijke naam Neoconis inexpectata is voor het eerst geldig gepubliceerd door Meinander in 1972.